# کارل فردریش ونتسل
کارل فردریش ونتسل (آلمانی: Carl Friedrich Wenzel؛ ۱۷۴۰ – ۲۷ فوریهٔ ۱۷۹۳) یک شیمی‌دان اهل آلمان بود.